# Ally Walker
Allene Damian "Ally" Walker (Tullahoma, Tennessee; 25 de agosto de 1961) es una actriz estadounidense, más conocida como Ally Walker.
Es principalmente conocida por sus papeles de la doctora Samantha Waters en la serie Profiler y de la agente June Stahl en el drama Sons of Anarchy y Verónica Roberts en Soldado Universal.

## Filmografía selecta
- 1988: Santa Bárbara - Andrea Bedford - 89 episodios
- 1992: Soldado Universal - Verónica Roberts
- 1992: Solteros - Pam
- 1995: Mientras dormías - Ashley Bartlett Bacon
- 1996: Kazaam - Alice Connor
- 1996–1999: Profiler - Doctora Samantha Waters - 64 episodios
- 1998: Welcome to Hollywood
- 2007: By Appointment Only - Val Spencer - Película de televisión
- 2008–2010: Sons of Anarchy - Agente June Stahl - 19 episodios
- 2011: The Protector - Gloria Shepherd
- 2015–2016: Longmire - Dr. Donna Monaghan
- 2016–2018: Colony - Helena Goldwin